# Selskabet for Efterslægten
Selskabet for Efterslægten stiftedes i København 4. marts 1786 på foranledning af Johann Clemens Tode – der i fortrydelse var gået ud af Selskabet for Borgerdyd – af 17 kendte mænd, hvoriblandt digterne Edvard Storm, Thomas Thaarup, Ole Johan Samsøe, Tode, Knud Lyne Rahbek og magister Rasmus Nyerup.
Den pædagogiske retning, hvorfra selskabet inspireredes, var den filantropiske bevægelse, og dets formål var efterslægtens, dvs. ungdommens og børnenes oplysning i borgerlig retning, at uddanne dydige og duelige borgere med sunde begreber, gode grundsætninger og nyttige kundskaber, med fysisk styrke og legemlig færdighed. Det blev snart et blomstrende og virksomt selskab. Efter et års forløb havde det allerede 250 medlemmer og 1790 332, og højtstillede mænd (som Christian Ditlev Reventlow, Edvard Colbjørnsen, Sjællands biskop Nicolai Edinger Balle og flere) støttede det som overordentlige medlemmer.
De midler, ved hvilke selskabet virkede for sit formål, var underholdende og almeninteressante søndags- og aftenforelæsninger over emner inden for naturvidenskab, historie, geografi,
lovkyndighed, praktisk filosofi osv. til "Børns og de til Skoleholderembedet bestemte Medborgeres Nytte", undervisning for ungdommen i en helst med legemlig øvelse forbundet
nyttig kunst, fremme af almennyttig læsning blandt almuen (ved udgivelse af småskrifter og bl.a. også viser mod overtro og last og for dyd, arbejdsomhed, klogskab, lydighed mod øvrigheden, god børnetugt osv.) og endelig ved oprettelse af en borgerlig realskole, Efterslægtselskabets Skole, der åbnedes 3. januar 1787, og med hvilken selskabet havde det held i Edvard Storm at finde en overordentlig nidkær og pædagogisk dygtig lærer og inspektør. For ham var skolens fremme en livsopgave, og den kom hurtig i en så ypperlig tilstand, at Rahbek med rette
1824 i en tale kunne nævne Efterslægtselskabet som "den blomstrende Indretning, det skyldtes, at de for den dannede Borger fornødne Kundskaber ikke mere er Latinskolens Monopol". Og 1840 kunne skolens navnkundigste discipel, Adam Oehlenschläger, i en tale give selskabet den lovprisning, "at det havde givet det første Eksempel i at stifte Skoler, hvis Hovedhensigt ikke var at meddele Disciplene en død Lærdom, med Tilsidesættelse af det menneskelige, men at uddanne Barnets ædle Evner, idet man bibragte det nyttige Kundskaber".
Skolen blev senere en del af De forenede Skoler og har i dag navnet HF-Centret Efterslægten.